# 人吉城
人吉城（ひとよしじょう）是位在熊本縣人吉市的一座平山城。別名織月城、三日月城。鎌倉時代以來是相良氏35代670年的居城，江戶時代是人吉藩之藩廳。國之史跡。日本100名城之一。

## 關連項目
- 日本城堡列表
- 日本100名城

- OpenStreetMap上有關人吉城的地理